# Bătălia de la Cannae
Bătălia de la Cannae, 2 august, 216 î.Hr., a avut loc aproape de orașul Cannae în Apulia (sud-estul Italiei) și a fost o bătălie semnificativă a celui de-al doilea război punic. Armata cartagineană condusă de Hannibal a distrus armata romană, superioară numeric, condusă de doi consuli: Lucius Aemilius Paullus și Gaius Terentius Varro. Astăzi este privită ca una dintre cele mai mari bătălii tactice din istoria militară.

## Scurt istoric
La începutul celui de-al doilea război punic, generalul cartaginez Hannibal a traversat foarte repede Alpii în timpul iernii și a obținut două victorii decisive asupra romanilor (bătălia de la Trebia și bătălia de la Lacul Trasimene). După aceste pierderi, romanii sunt conduși de dictatorul Fabius Maximus care devine celebru pentru tactica sa de a evita o luptă deschisă cu armata cartagineză. Totuși, această tactică îl face nepopular printre romani.
Cei doi consuli nou-aleși de Senatul Roman, Lucius Aemilius Paullus și Gaius Terentius Varro se hotărăsc să-l înfrunte în față pe Hannibal. Între timp se formase o nouă armată romană, superioară numeric.

## Preludiu
Hannibal își așezase tabăra la Cannae, unde deținea un avantaj: vântul îi sufla din spate și astfel cartaginezii aveau să lupte cu un dușman orbit de praf. Romanii și-au așezat și ei tabăra la Cannae la estul râului Aufidus, care curgea pe lângă ambele tabere. Consulii romani, după ce și-au împărțit trupele între ei, au făcut două castre fortificate. Cele două armate stăteau pe pozițiile lor, gata de luptă, de două zile. Hannibal, pe deplin conștient de importanța apei din râul Aufidus pentru trupele romane, a început sa-i trimită pe numizi dincolo de râu, ca să atace pe ostașii însărcinați cu căratul apei. A doua zi, pe 2 august, Varro căruia îi venise rândul la comandă, fără să se sfătuiască cu colegul său, a dat semnalul de atac și a trecut cu trupele rânduite în dispozitiv de luptă dincolo de râu.

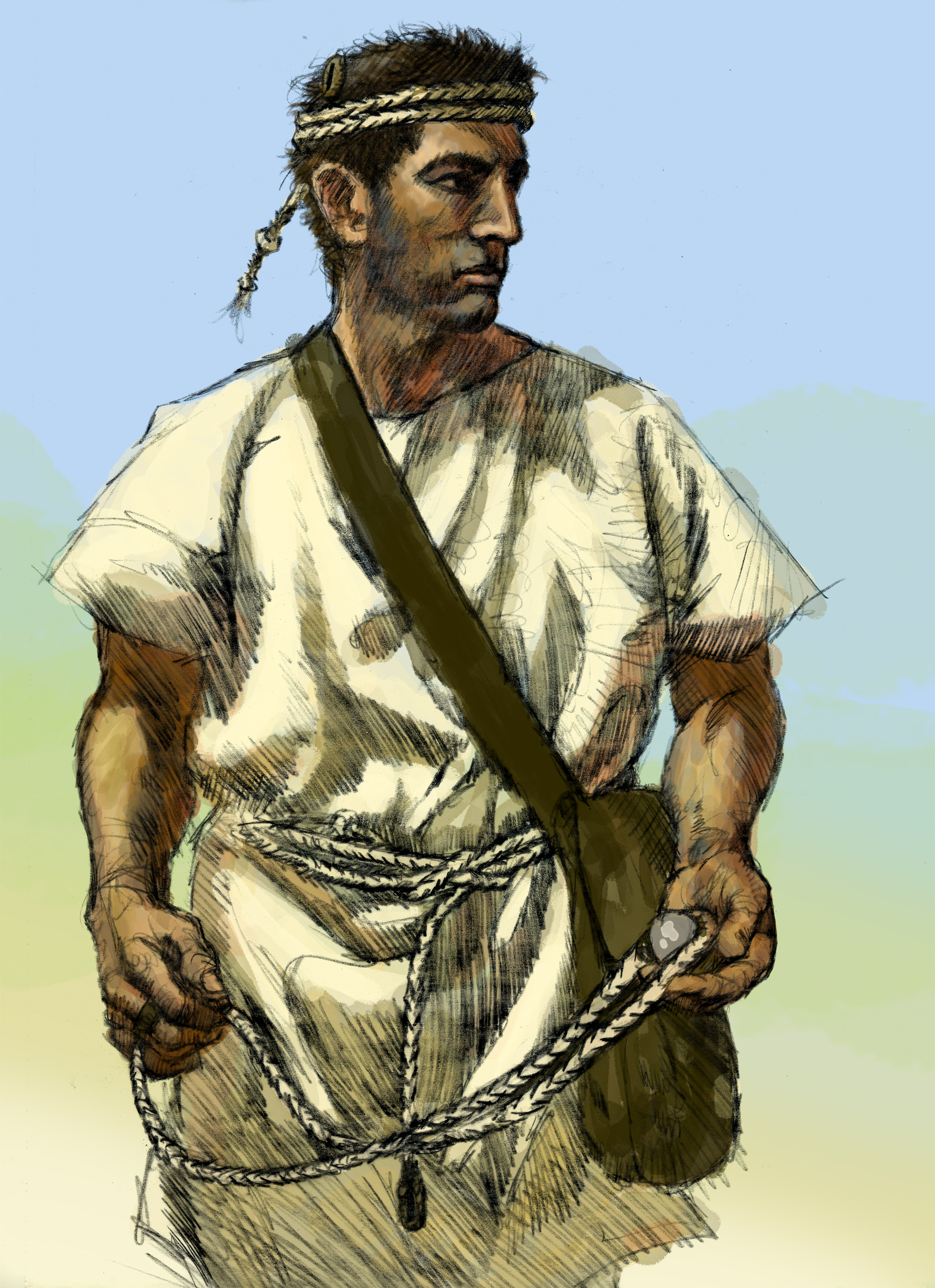
Luptător cu praștia din Baleare.

## Bătălia
Forțele combinate ale celor doi consuli totalizau 86.400 de ostași. În tabăra cealaltă, armata cartagineză deținea 30.000 de efective infanterie grea, 6.000 infanterie ușoară și 8.000 cavalerie.
Paullus l-a însoțit pe Varro, acordându-i sprijinul său, cu toate că nu-i încuviințase hotărârea. După trecerea râului consulii își rânduiră linia de bătaie în modul următor: în aripa dreaptă, cea mai apropiată de râu, au așezat cavaleria, iar în linia a doua pedestrimea; la marginea aripii stângi, frontul era alcătuit din cavaleria aliaților, încadrând la mijloc pedestrimea aliată, unită la centru cu legiunile romane. Prima linie de atac era alcătuită din sulitași împreună cu celelalte trupe auxiliare ușor înarmate. Consulii comandau aripile. Gaius Terentius Varro pe cea din stânga, iar Lucius Aeamilius Paullus pe cea din dreapta.
La revărsatul zorilor, Hanibal, după ce își trimisese înainte unitățile de baleari și celelalte trupe ușor înarmate și după ce-și trecu dincolo de râu toate forțele le așeză în linie de bătaie în ordinea în care trecuse fiecare, și anume: a așezat cavaleria galică și hispanică aproape de mal, având în față cavaleria romană; aripa dreaptă a fost lăsată în seama călăreților numizi, iar centrul frontului a fost întărit cu pedestrimea, astfel încât la mijloc se găseau galii și hispanii, iar pe flancuri erau încadrați de trupele de africani. Hasdrubal, fratele lui Hannibal, comanda aripa stângă iar Maharbal pe cea din dreapta. Centrul frontului îl comanda Hannibal.
Trupele auxiliare au pornit la atac, iar cea dintâi ciocnire s-a dat între unitățile ușor înarmate. Apoi, cavaleria galilor și hispanilor din aripa stângă a năvălit asupra aripii drepte romane într-un mod care semăna prea puțin cu o luptă de cavalerie: căci cele două tabere trebuiau să se atace frontal, deoarece câmpul de luptă era prea îngust pentru ca adversarii să se poată desfășura. Drept urmare, caii nu se mai puteau mișca, s-au îngrămădit unii în alții. Adversarii s-au încleștat om cu om, trăgându-se unul pe altul de pe cal, astfel încât bătălia s-a transformat, în mare parte, într-o luptă de pedestrași. Încăierarea a fost mai mult îndârjită decât de lungă durată, și călăreții romani au dat bir cu fugiții.
Spre sfârșitul luptei dintre cele doua cavalerii s-a dezlănțuit și atacul trupelor pedestre. Forțele romane au atacat concentric în rânduri strânse sub formă de unghi. După grele și îndelungate eforturi, au izbutit să străpungă linia triunghiulară dușmană.
Văzându-i că se retrag înspăimântați și că fug în neorânduială, romanii pornesc în urmărirea lor cu și mai mult zel și bărbăție și ajung până la trupele de rezervă formate din africani, amplasate la cele două aripi într-un dispozitiv curbat, în timp ce în centru, unde se aflau forțele galice și hispanice, linia de bătaie forma un intrând. În vreme ce frontul din centru mai întâi s-a echilibrat, iar apoi a dat înapoi pas cu pas, permițând intrarea dispozitivului roman de atac în triunghi în mijlocul liniei inamice de luptă, trupele de africani de la aripi, executând o manevră de învăluire, au strâns cleștele, izbutind să surprindă trupele romane care se avântaseră cu nesocotință în centrul frontului.
Mărind și mai mult învăluirea, cartaginezii au reușit să-i încercuiască complet pe romani și să le taie retragerea. Atunci, aceștia, după o luptă încheiată fără nici un avantaj, porniră o nouă bătălie, de data aceasta împotriva africanilor, acțiune care era însă de doua ori sortită eșecului: pe de o parte, datorită faptului că, fiind încercuiți, erau nevoiți să lupte în toate direcțiile, iar pe de altă parte pentru că, fiind total istoviți, trebuiau să înfrunte un inamic odihnit și plin de vigoare.

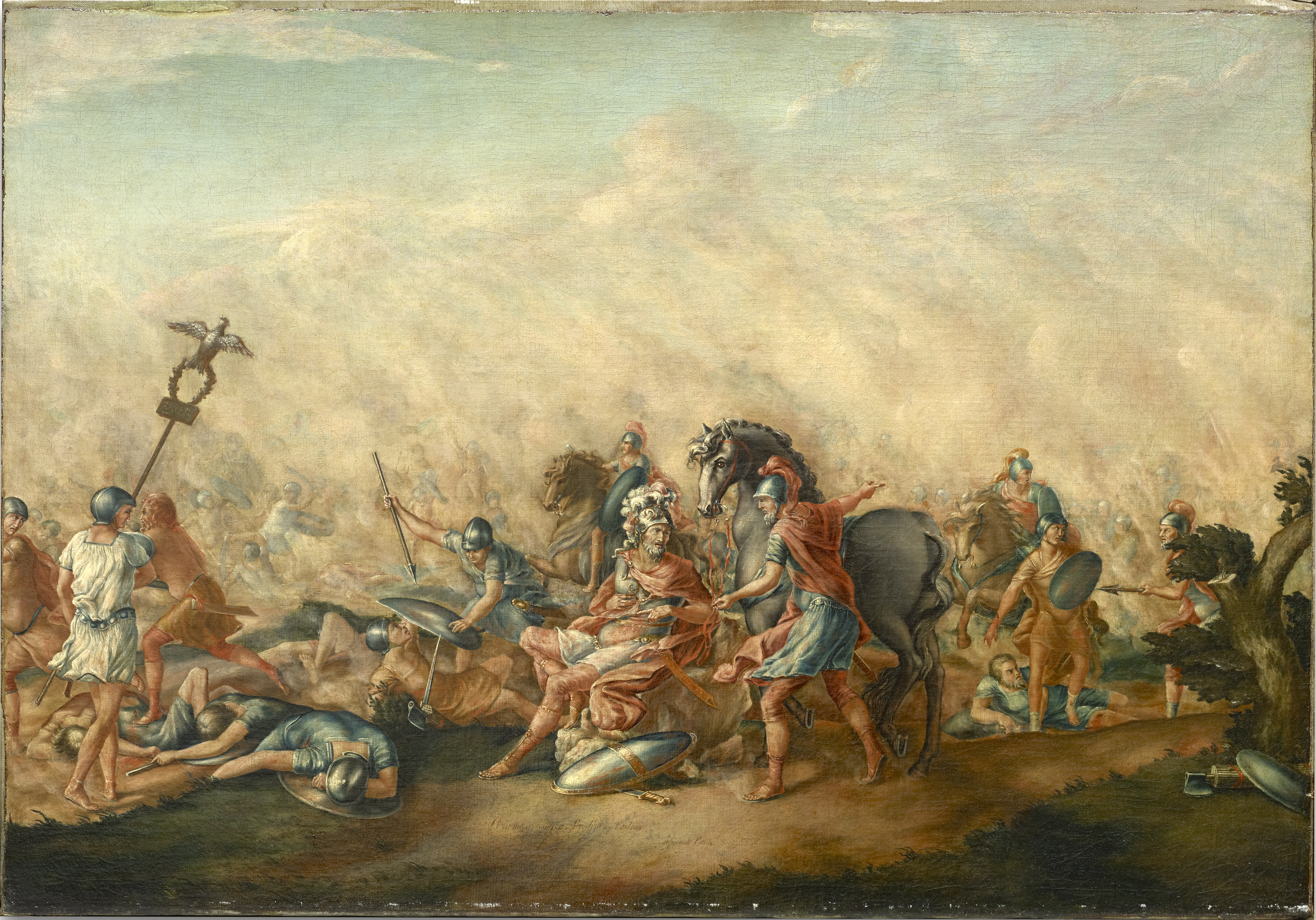
Moartea lui Aemilius Paulus

Consulul Aemilius Paullus, deși chiar de la început fusese grav rănit de o piatră aruncată cu praștia, a condus o trupă de călăreți cu care a restabilit lupta în câteva locuri, dar a murit pe câmpul de bătaie. Celălalt consul, fie din întâmplare, fie intenționat, neintrând în învălmășeală a reușit să scape împreună cu 50 de călăreți, ducându-se la Venusia.
La Cannae au căzut, între 50.000 - 60.000 de soldați din partea armatei romane în timp ce armata cartagineză a suferit mult mai puțin.

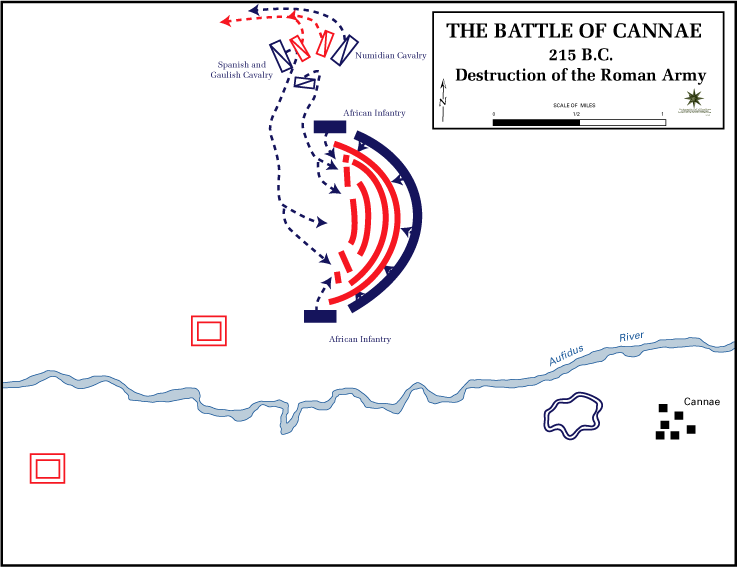
Încercuirea armatei romane
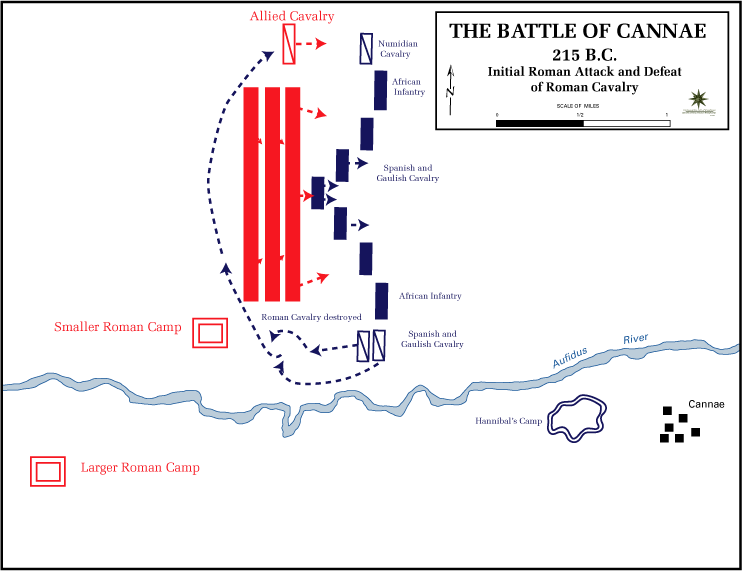
Desfăşurarea iniţială şi atacul roman